# Festivali i Këngës 39
Festivali i Këngës 39 hölls i december 2000 och var den 39:e årliga upplagan av Festivali i Këngës. Den arrangerades i Pallati i Kongreseve i centrala Tirana. Vinnare blev Rovena Dilo med låten "Ante i tokës sime" som skrevs av henne själv med musik av Alfred Kaçinari och Ardit Gjebrea. På andra plats slutad den kosovoalbanska sångaren Selami Kolonja med "Të përcollëm nënë e nuse". Trea kom musikgruppen Yell med låten "Se bota flët".

## Deltagare (urval)
| Plats | Artist           | Låt                        | Text        | Musik                          |
| ----- | ---------------- | -------------------------- | ----------- | ------------------------------ |
| 1     | Rovena Dilo      | "Ante i tokës sime"        | Rovena Dilo | Alfred Kaçinari, Ardit Gjebrea |
| 2     | Selami Kolonja   | "Të përcollëm nënë e nuse" | i.u.        | i.u.                           |
| 3     | Yell             | "Se bota flët"             | i.u.        | i.u.                           |
| i.u.  | Ledina Çelo      | "Eja të vallezojmë"        | i.u.        | i.u.                           |
| i.u.  | Spirit Voice     | "Princi im"                | i.u.        | i.u.                           |
| i.u.  | Ferdinand Bjanku | "Thërras një melodi"       | i.u.        | i.u.                           |